# يحيى الجليلي
يحيى الجليلي (ت. 1198 هـ / 1784 م) هو مؤرخ وشاعر ، من أهل الموصل.
هو يحيى بن عبد الجليل بن يونس الجليلي. من آثاره «سراج الملوك ومنهاج السلوك» وهو كتاب تاريخ عام بلغ به سنة 460 هـ، وكان يساعده فيه محمد أمين الخطيب العمري، وتوفي الجليلي قبل إتمامه.